# Reginaldo Manzotti
Reginaldo Aparecido Manzotti, noto anche come Padre Reginaldo Manzotti (25 aprile 1969), è un religioso, cantante e imprenditore brasiliano.

## Biografia
Reginaldo Manzotti è nato nello Stato del Paraná, ultimo dei sei figli di Percília Maria e Antônio Manzotti, discendenti di italiani e ferventi cattolici. Sua madre era membro dell'Apostolato della Preghiera e custode delle Cappelle, e suo padre era un vincenziano.
Aveva undici anni quando è entrato nel Convento Imaculada Conceição, seminario delle Freis Carmelitas, a Graciosa, Paranavaí, dove è rimasto fino al 1983.
Durante gli anni della sua formazione religiosa ha iniziato a studiare musica, imparando il flauto traverso e componendo canzoni con questo strumento.
Ha frequentato il liceo presso il Seminario di São José, nella stessa città, per poi studiare Filosofia a Curitiba presso l'Istituto Vincenziano di Filosofia e conseguire la Laurea in Teologia presso lo Studium Theologicum, ente riconosciuto dalla Pontificia Università Lateranense di Roma.
Ha svolto il noviziato nel municipio di Camocim de São Félix, nello Stato di Pernambuco.
È stato ordinato prete nella sua città natale, il 14 gennaio 1995, da Alberto Johannes Först, vescovo di Dourados.
Reginaldo Manzotti ha operato per cinque anni nella parrocchia di São José Operário, a Pinhais, nel popoloso quartiere Maria Antonieta.
Nel 2003 ha fondato l'associazione religiosa "Evangelizar é Escolha". Il 26 settembre di quello stesso anno, su invito di Radio Colméia, ha iniziato a trasmettere il suo programma "Experiência de Deus" sulla stazione della locale Arcidiocesi. Sempre nel 2003 ha intrapreso la sua fortunata carriera di cantante, pubblicando il primo album. Oggi Manzotti è uno degli esponenti più importanti della musica cristiana in Brasile, con album e DVD di successo, nei quali sono presenti anche collaborazioni con altri artisti.
Il 5 febbraio 2005 l'arcivescovo Dom Moacyr José Vitti lo ha trasferito alla parrocchia dell'Imaculada Conceição, a Guabirotuba, dove Manzotti ha potuto sviluppare meglio le sue capacità di comunicatore. Grazie alla generosità di padre Paulo Iubel, che ha proposto uno scambio, Manzotti è stato poi collocato nella parrocchia di Nostra Signora di Guadalupe, l'8 gennaio 2006.
Nel 2007 Manzotti ha acquistato una stazione radio, da lui ridenominata Radio Evangelizar. Nel giro di poco tempo Manzotti è diventato un importante imprenditore radiotelevisivo, dirigendo il gruppo TV Evangelizar, che comprende il canale televisivo omonimo, un'altra stazione tv, la già citata Radio Evangelizar e tre nuove emittenti radiofoniche.
Manzotti ha dato alle stampe numerosi libri, a partire dal 2010: è autore di scritti teologici, saggi di filosofia e opere per l'infanzia.
Nel 2018 ha affermato di aver visto in Brasile una statua della Madonna lacrimare miele.
Il suo canale Youtube conta tre milioni di iscritti: Manzotti è seguitissimo anche su Facebook e Instagram.

## Discografia

### Album in studio
- Deus é Presença Real (2003)
- No Poder da Oração (2005)
- A Tempestade Vai Passar (2007)
- Creio no Deus do Impossível (2008)
- Sinais do Sagrado (2010)
- Em Deus um Milagre (2011)
- Faça-Me Crer (2013)
- O Amor Restaura (2015)
- Entre amigos (2015)
- Momentos (2016)
- Tá Na Mão de Deus (2018)

### Album live
- Milhões de Vozes – Live in Fortaleza (2011)
- Paz e Luz (2012)
- Alma Missionária (2016)